# Kunstpreis der DSF

Logo der Gesellschaft für Deutsch-Sowjetische Freundschaft (DSF)

Der Kunstpreis der Gesellschaft für Deutsch-Sowjetische Freundschaft (DSF) war ein ostdeutscher Kunstpreis, der bis 1989 vergeben wurde.

## Geschichte
Der Kunstpreis der DSF wurde von der Gesellschaft für Deutsch-Sowjetische Freundschaft vergeben, einer ostdeutschen Massenorganisation, welche gute Verhältnisse zwischen der UdSSR und der DDR förderte. Zwar wurde die Organisation erst Ende 1992 aufgelöst, der Kunstpreis der DSF wurde allerdings schon 1989 aufgegeben. Der Preis wurde für Musik, Literatur und Kunst verliehen.

## Medaille
Die Medaille bestand aus Kupfer und wurde nach der Prägung vergoldet. Auf der Rückseite ist der Schriftzug „Kunstpreis der Gesellschaft für Deutsch-Sowjetische Freundschaft“ eingeprägt, auf der Vorderseite sind ein Mann und eine Frau, welche eine stilisierte Pflanze einpflanzen zu sehen.
Die Medaillen haben einen Durchmesser von 6,01 cm und ein Gewicht von 72,5 g. Exemplare der Medaille liegen im Deutschen Historischem Museum in Berlin vor.

## Preisträger
- 1957: Fritz Eisel, Maler[2]
- 1960: Paul Wiens, Dichter[3]
- 1965: Armin Münch, Maler und Grafiker
- 1974: Wolfgang Wegener, Maler und Graphiker[4]
- 1975: Karl Erich Müller, Maler und Grafiker
- 1982: Günter Kochan, Komponist
- 1983: Bernhard Franke, Maler und Grafiker
- 1984: Bernhard Heisig, Maler und Grafiker
- 1985: Viktor Nikitin, Sänger[5]
- 1986: Bernt Wilke (* 1943), Maler und Grafiker
- 1988: Thomas Ziegler, Maler[6]
- 1989: Werner Klemke, Maler und Grafiker

- Christian Heinze, Maler und Grafiker
- Bernhard Michel, Maler und Grafiker
- Willi Sitte, Maler und Grafiker